# Гапінін
Гапінін (пол. Gapinin) — село в Польщі, у гміні Посвентне Опочинського повіту Лодзинського воєводства.
Населення — 72 особи (2011).
У 1975-1998 роках село належало до Пйотрковського воєводства.

## Демографія
Демографічна структура станом на 31 березня 2011 року:
|          | Загалом | Допрацездатний вік | Працездатний вік | Постпрацездатний вік |
| -------- | ------- | ------------------ | ---------------- | -------------------- |
| Чоловіки | 44      | 6                  | 27               | 11                   |
| Жінки    | 28      | 5                  | 11               | 12                   |
| Разом    | 72      | 11                 | 38               | 23                   |